# Типологія порядку слів
Типологія порядку слів (в реченні) — один з методів типологічної класифікації мов, який використовують у лінгвістичній типології, оснований на понятті базового порядку складових: підмета (англ. Subject), присудка (англ. Verb) та прямого додатка (англ. Object). Терміни «підмет» (англ. Subject) і «прямий додаток» (англ. Object) в цьому випадку вживають не строго, але для позначення агентивного і пацієнтивного учасників ситуації. Сучасний стан типології базового порядку слів представлено у Світовому атласі мовних структур.
Початок сучасному вивченню типології базового порядку складових в мовах світу було покладено в другій половині XX ст. американським лінгвістом Джозефом Грінбергом. Грінберг виділив шість базових порядків складових в реченні — SOV, SVO, VSO, VOS, OVS, OSV — і встановив деякі імплікативні відносини між цим та іншими порядками, наприклад, з імовірністю, більшою, ніж випадкова, можна очікувати, що в мовах з домінуючим порядком VSO залежний прикметник стоїть після іменника. Однак в сучасному мовознавстві базовий порядок складових в реченні не вважається достатнім для типологічної класифікації порядку слів у мовах світу і визначає всі часні порядки, такі як порядок розташування адлогів і іменних груп і ін.

## Визначення базового порядку складових
Один з провідних фахівців з типології порядку слів і редактор Всесвітнього атласу мовних структур Метью Драєр використовує для визначення базового порядку два критерії: прагматичну (а також фонетичну, морфологічну і синтаксичну) нейтральність і частотність в корпусах текстів. При цьому далеко не всі мови допускають тільки один, жорсткий, варіант порядку — у багатьох мовах граматичними, хоч і не завжди нейтральними, можуть бути кілька, як, наприклад, в і українській:
- Кішка п'є молоко. (SVO)
- Кішка молоко п'є. (SOV)
- П'є молоко кішка. (VOS)
- П'є кішка молоко. (VSO)
- Молоко п'є кішка. (OVS)
- Молоко кішка п'є. (OSV)

По-друге, базовий порядок складових повинен визначатися на матеріалі масиву особливим чином відібраних пропозицій. Ці пропозиції повинні бути синтаксично незалежними (а не підрядними), декларативними (оповідальними) і містити повні аргументні іменні групи (а не займенники, при яких порядок може відрізнятися). Крім того, надається перевага неаналітичним (такими, що не складаються зі смислового і допоміжного дієслова, як, наприклад, складові форми майбутнього часу в російській мові — «будет делать») формам дієслова; якщо це неможливо, положення визначається за смисловим дієсловом . Драєр наводить приклад такої пропозиції :
- [The dog] chased [the cat]. Собака переслідувала кішку. SVO

Пропозиція є розповідною, а не, наприклад, знаки питання, синтаксично незалежними, тому, що немає клаузи, від якої воно б залежало, а також містить повні аргументні іменні групи the dog (укр. «Собака») і the cat (укр. «кішка»). На основі подібних пропозицій визначається базовий порядок складових (базовий порядок в англійській мові — SVO). Коли в вищезазначених умовах не виявляється явних переваг, мова розглядається, як той, що має вільний порядок членів речення. Така методика часто викликає сумнів, оскільки є досить ненадійним визначенням базового порядку складових у мові на підставі аналізу одного типу клауз з усіх наявних в мові синтаксичних засобів.